# Khandwa
Khandwa est une ville indienne située dans le district de Khandwa dans l’État du Madhya Pradesh. En 2013, sa population était de 171 976 habitants.

## Personnalités liées à la ville
- les frères Ashok Kumar, acteur, et Kishore Kumar, chanteur
- Saroo Brierley (1981- ), Australien d'origine indienne, connu pour son autobiographie et son histoire relatée dans le film Lion (2016).

## Traduction
- (en) Cet article est partiellement ou en totalité issu de l’article de Wikipédia en anglais intitulé « Khandwa » (voir la liste des auteurs).